# DeMar DeRozan
DeMar Darnell DeRozan (Compton, Kalifornija, 7. kolovoza 1989.) američki je profesionalni košarkaš. Igra na poziciji bek šutera, a trenutačno je član NBA momčadi Sacramento Kings. Izabran je u 1. krugu (9. ukupno) NBA drafta 2009. od strane Toronto Raptorsa.

## Rani život
DeRozan je rođen kao najmlađi sin Franka i Diane DeRozan u Comptonu, saveznoj državi Kalifornija. Pohađao je srednju školu Compton High School i rangiran je kao jedan od najboljih budućih sveučilišnih igrača u 2008. godini. Igrao je sve četiri godine za srednjoškolsku košarkašku momčad. Na prvoj godini u prosjeku je postizao 26.1 poen i 8.4 skoka. Tijekom druge godine u prosjeku je postizao 22.6 poena i 8.4 skokova, a tijekom treće godine 22.3 poena, 7.8 skokova, 3 asistencije i 3.2 ukradene lopte. Na četvrtoj godini predvodio je školu do omjera 26-6, a u prosjeku je postizao 29.2 poena i 7.9 skokova po utakmici. Bio je član McDonald's All-American momčadi i osvojio je McDonald's All-American natjecanje u zakucavanju. Igrao je na Nike Hoop Summitu i bio prvi strijelac svoje momčadi s 17 poena.

## Sveučilište
Usprkos stipendijama Arizone Statea i North Caroline, DeRozan je odlučio otći na sveučilište USC. U prijateljskoj utakmici protiv sveučilišta Azusa Pacific postigao je 21 poen i 7 skokova. U prvoj utakmici regularnog dijela sezone protiv UC Irvinea postigao je 14 poena. U polufinalu Pac-10 natjecanja protiv UCLA postigao je 21 poen i rekordnih 13 skokova, a u finalu istog natjecanja protiv Arizone Statea postigao je učinak karijere od 25 poena. Dobio je priznanje u Pac-10 All-Freshman prvu petorku i izabran je najkorisnijeg igrača Pac-10 natjecanja. 
Odigrao je svih 35 utakmica sezone, od čega je u 28 utakmica postigao dvoznamenkasti učinak i u četiri utakmice zabilježio double-double učinak. Sezonu je završio kao treći strijelac momčadi (13.9), drugi skakač (5.7) i treći asistent (1.5). Nakon prve i jedine sveučilišne sezone odlučio se prijaviti na draft, navodeći kao razlog ranog odlaska bolest svoje majke koja boluje od lupusa. 

## NBA
Izabran je kao deveti izbor NBA drafta 2009. od strane Toronto Raptorsa.

## Vanjske poveznice
- Profil na USC
- Profil  Arhivirana inačica izvorne stranice od 3. studenoga 2008. (Wayback Machine) na NBADraft.net
- Profil na MyNBADraft.com
- Profil  Arhivirana inačica izvorne stranice od 28. veljače 2009. (Wayback Machine) na DraftExpress.com